# Temporada 1964-1965 del Liceu
Un fet important de la temporada 1964-1965 és el debut al Liceu del tenor Jaume Aragall el 21 de novembre al costat de Virginia Zeani, actuació que és recordada per tots els aficionats que la van viure. Un fet insòlit fou que es representés cinc vegades en el Liceu -el teatre dels sempiterns «tres torns»- per imperatius d'un èxit sense precedents. Cinc plens absoluts, desbordants els últims; cinc ocasions en les quals cada episodi prominent de l'obra s'acabà amb una explosió d'aplaudiments.
S'estrenà Wozzeck d'Alban Berg i es tornà a representar Rusalka d'Antonín Dvořák després de 40 anys.
És la primera vegada que el Liceu programava una òpera barroca: Giulio Cesare de Händel.
| Temporada 1964-1965 del Liceu |                        |                       |                    | |                                   |                         |
| Òpera                         | Compositor             | Director musical      | Director d'escena  | Papers principals | Producció                         | Dates                   |
| La forza del destino          | Giuseppe Verdi         | Ottavio Ziino         | Oscar Saxida-Sassi | Piero Cappuccilli, Carlo Bergonzi, Marcella de Osma, Montserrat Aparici, Carlo Cava, Ernesto Vezzosi                               |                                   | 5 al 14 de novembre     |
| Carmen                        | Georges Bizet          | Eugeni Marco          |                    | Fiorenza Cossotto, Maria Gray, Giuseppe Gismondo, Orazio Gualtieri                                                                 |                                   | 7 al 15 de novembre     |
| Rigoletto                     | Giuseppe Verdi         | Ottavio Ziino         | Oscar Saxida-Sassi | Piero Cappuccilli, Joan Oncina, Margherita Guglielmi, Alfonso Marchica, Montserrat Aparici                                         |                                   | 12, 17 i 22 de novembre |
| Carmen                        | Georges Bizet          | Eugeni Marco          | Gabriel Couret     | Mirna Lacambra, Pedro Lavirgen, Inés Rivadeneira, Orazio Gualtieri                                                                 |                                   | 19 de novembre          |
| La bohème                     | Giacomo Puccini        | Arturo Basile         | Oscar Saxida-Sassi | Jaume Aragall, Virginia Zeani, Maria Gray, Piero Francia, Plinto Clabassi, Ernesto Vezzosi, Gino Calo                              |                                   | 21 al 29 de novembre    |
| Ariadne auf Naxos             | Richard Strauss        | Heribert Esser        | Helmuth Matiasek   | Gerti Zeumer, Maria van Dongen, Gerda Wismar, Hermann Schnok                                                                       | Teatre de l'Òpera de Braunschweig | 28 de novembre          |
| Les Pêcheurs de perles        | Georges Bizet          | Carlo Felice Cillario | Augusto Cardi      | Alfredo Kraus, María Luisa Cioni, Josep Simorra, Gino Caló                                                                         |                                   | 5 de desembre           |
| Amaya                         | Jesús Guridi           | Enric Jordà           | José Osuna         | Dolores Pérez, Bernabé Martí, Montserrat Aparici, Pau Vidal                                                                        |                                   | 8 al 12 de desembre     |
| El barber de Bagdad           | Peter Cornelius        | Alfred Eykman         | Leo Nedomansky     | Arnold van Mill |                                   | 15 de desembre          |
| Giulio Cesare                 | Georg Friedrich Händel | Alfred Eykman         | Leo Nedomansky     | Lois Alba, Marija van der Lugt, Edmond Hurshell, Arnold van Mill, Arjan Blanken, Coby Engels, Philip Curzon                        |                                   | 22 de desembre          |
| Manon Lescaut                 | Giacomo Puccini        | Carlo Felice Cillario | Augusto Cardi      | Montserrat Caballé, Agustín Morales, Bernabé Martí, Joan Rico, Jorge Cebrián, Rafael Campos, Dídac Monjo, Celia Esaín, Eduard Soto |                                   | 17, 19, 26 desembre     |
| Wozzeck                       | Alban Berg             |                       |                    | |                                   | 1 al 7 de gener         |
| Sigfrid                       | Richard Wagner         | Kurt Woess            | Heinz W. Wolff     | Anita Valkki, France de Bossy, Carme Cubells, Hans Hopf, Herbert Fliether, Josep Simorra, Takao Okamura                            |                                   | 3 de gener              |
| Rusalka                       | Antonín Dvořák         | František Jílek       | Oskar Linhart      | Jiri Olejnicek, Hana Svobodova, Jarmila Palivcova, Nadezda Kniplova, Richard Novak                                                 | Companyia Nacional Txecoslovaca   | 10 al 16 de gener       |
| Jenůfa                        | Leoš Janáček           | František Jílek       | Oskar Linhart      | Jiri Olejnicek, Hana Svobodova, Jarmila Palivcova, Nadezda Kniplova, Richard Novak                                                 | Companyia Nacional Txecoslovaca   | 14 al 19 de gener       |
| Tristany i Isolda             | Richard Wagner         | Berislav Klobucar     | Heinz W. Wolff     | Gertrude Grob-Prandl, Margarita Kenney, Ernst Gruber, Anton Metternich, Kunikazu Ohashi                                            |                                   | 21 de gener             |
| Samson et Dalila              | Camille Saint-Saëns    | Maurice Le Roux       | Gabriel Couret     | Rita Gorr, Eugenio Fernandi, Jean Charles Gebelin, Dominique Devercors                                                             |                                   | 23 de gener             |